# ツバメ (風男塾の曲)
「ツバメ」（つばめ）は、2019年1月30日に発売された風男塾の21stシングル。

## 概要
2010年発表の『同じ時代に生まれた若者たち』以来となるプロデューサーはなわ単独による作詞作曲。
メンバーは、瀬斗光黄、愛刃健水、藤守怜生、紅竜真咲、草歌部宙。
瀬斗光黄にとってラストシングル。
MVはドラマ仕立てになっており光黄の旅立ちと新メンバー二人（桜司爽太郎・香月大弥）の加入という内容になっている。
振り付けは今までの楽曲の振り付けが盛り込まれている。

## 収録曲
テイチクレコード公式サイト内の紹介ページによる。

### 初回限定盤A
［CD］
1. ツバメ
  - 作詞・作曲：はなわ / 編曲：成田忍
2. Ballad of the Phantom
  - 作詞・作曲：烏屋茶房 / 編曲：烏屋茶房・baker

［DVD］
「ツバメ」Music Video

### 初回限定盤B
［CD］
1. ツバメ
2. Ballad of the Phantom

［DVD］
「ツバメ」MVメイキング映像

### 通常盤
［CD］
1. ツバメ
2. Ballad of the Phantom
3. @Daylight
  - 作詞:結城アイラ / 作曲・編曲：emon（Tes.）
4. ツバメ（Instrumental）
5. Ballad of the Phantom（Instrumental）
6. @Daylight（Instrumental）